# Disapriset
Disapriset har instiftats av Uppsala universitet och Studentbokhandeln i Uppsala för att främja populärvetenskapligt författande och utdelas årligen sedan 2001.  Sedan Studentbokhandelns verksamhet upphört 2019 utdelas priset av Uppsala universitet ensamt.
Priset är uppkallat efter en fornnordisk mytologisk kvinnogestalt, Disa, vars klokhet gjorde henne till drottning.
Disapristagaren skall företrädesvis ha anknytning till Uppsala. Prissumman är 25 000 kronor.

## Pristagare
- 2001 – Staffan Ulfstrand
- 2002 – Karin Johannisson
- 2003 – Fredrik Lindström
- 2004 – Peter Englund[2]
- 2005 – Ulf Danielsson
- 2006 – Karin Martinsson, informatör vid Botaniska trädgården, Uppsala[3]
- 2007 – Tore Frängsmyr[4]
- 2008 – Lasse Berg[5]
- 2009 – Pär Holmgren
- 2010 – Anna Kåver[6], KBT-psykolog och KBT-psykoterapeut
- 2011 – Erik Åsard
- 2012 – Maja Hagerman[7]
- 2013 – Johan Svedjedal
- 2014 – Siv Strömquist
- 2015 – Sara Danius
- 2016 – Bengt Gustafsson
- 2017 – Carina Burman
- 2018 – Li Bennich-Björkman
- 2019 – Lars Lambert
- 2020 – Karin Hassan Jansson och Jonas Lindström[8]
- 2021 – Sofia Näsström
- 2022 – David Sumpter
- 2023 – Sofia Häggman
- 2024 – Mårten Lind